# مارگارت ترودو
مارگارت ترودو (انگلیسی: Margaret Trudeau؛ زادهٔ ۱۰ سپتامبر ۱۹۴۸) بازیگر پیشین اهل کانادا است.
وی همسر نخست‌وزیر پیشین کانادا پیر ترودو و مادر نخست‌وزیر کانادا جاستین ترودو است.